# Маточкино
Маточкино — деревня в Рязанском районе Рязанской области. Входит в Подвязьевское сельское поселение.

## География
Находится в северо-западной части Рязанской области на расстоянии приблизительно 16 км на запад по прямой от вокзала станции Рязань II.

## История
На карте 1850 года были отмечены находившиеся рядом Маточкино с 5 дворами и Маточкина с 8 дворами. В 1859 году здесь (тогда сельцо Рязанского уезда Рязанской губернии) было учтено 27 дворов , в 1897 — 20.

## Население
Численность населения: 256 человек (1859 год), 238 (1897), 3 в 2002 году (русские 100 %), 3 в 2010.